# Teorie poslušnosti

## Poslušnost
V každodenním životě může nastat vyhovění za různých podmínek, ale vždy za předpokladu přímého a jasně formulovaného požadavku, který však nemá povahu imperativu. Pokud je požadavek vznesen autoritou v podobě rozkazu a vede ke změně chování bavíme se o poslušnosti. Na světě neexistuje žádná společnost, která by nevedla svoje členy k poslušnosti vůči zákonům, pravidlům nebo zvykům, v tomto smyslu je poslušnost nutná. Pokud je požadována slepá poslušnost vůči normám, které jsou v rozporu s morálními hodnotami. Toto u členů společnosti vyvolává dilema, mohou přežít za cenu „černého“ svědomí, nebo si zachovat „čisté“ svědomí a nést za něj následky. Tomuto jevu se říká destruktivní poslušnost a historie na ni není chudá. V souvislosti s psychologickým výzkumem se nejčastěji uvádí systematické vyvražďování Židů za druhé světové války, kterou řídil Adolf Eichmann. Obžalovaní se při vyšetřování válečných zločinů obhajovat tím, že pouze plnili rozkazy nadřízených a že jsou nevinní, veškerou odpovědnost přesouvali na své nadřízené.

### Raná (dětská) poslušnost
Dítě v batolecím věku začíná vzdorovat, podřizovat a někdy s velkým vnitřním zaujetím plní některé požadavky dospělých. Velké množství pozornosti je věnováno studiu rané poslušnosti, která je považována za první krůček v socializaci dítěte, tedy za první známku zvnitřňování morálních norem společnosti.
Dětskou poslušnost rozlišujeme na dva hlavní typy:
1. Dobrovolná (vnitřně souhlasící) poslušnost, dítě přijalo pravidla rodičů za svá vlastní, samo je užívá k regulaci vlastního chování. Tento typ poslušnosti má své základy již v prvních měsících života dítěte v synchronii interakcí matka-dítě, které jsou základem prvních dialogů a prvních zkušeností s dáváním a přijímáním.
2. Situační poslušnost, je podmíněna z vnějšího prostředí. Dítě poslechne pouze tehdy, jeli na něj rodiči dohlíženo, pod vnějším tlakem, bez projevu souhlasu či radosti. Tento typ poslušnosti nemá vztah na zvnitřnění morálních pravidel.

## Poslušnost x Konformita
Poslušnost je forma sociálního vlivu, která zahrnuje změnu chování a následné provedení akce na příkaz autoritativní osoby. Liší se od konformity, která zahrnuje změnu chování jedince tak, aby vyhovovalo zbytku skupiny.
Poslušnost se od konformity liší třemi klíčovými způsoby:
- Poslušnost zahrnuje rozkaz x konformita zahrnuje požadavek
- Poslušnost je uposlechnutí někoho s vyšším statusem x konformita probíhá společně s lidmi se stejným postavením
- Poslušnost závisí na sociální moci x konformita závisí na potřebě společenského přijetí

## Teorie
Americký sociální a experimentální psycholog Stanley Milgram přišel v roce 1973 s teorií, která vysvětluje, proč jsou nezávisle uvažující jedinci schopni uposlechnout druhé, a tak jednat proti vlastnímu přesvědčení. Podle Milgrama existují dva stavy mysli a to autonomní a zástupný stav. Během autonomního stavu člověk jedná podle vlastních ideálů, hodnot a svědomí. U většiny lidí převažují spíše pozitivní vlastnosti. Zástupný stav přichází v momentě, kdy má člověk uposlechnout. V tuto chvíli jsou jeho vlastní hodnoty, vlastnosti a ideály potlačeny. Necítí odpovědnost za své činy, pouze uposlechl autoritu. Zástupný stav je často viděn v armádě, kde vojáci musejí poslouchat rozkazy bez rozmyslu. Například v Norimberských procesech bylo při vynášení rozsudků přihlídnuto k odůvodnění vlastního jednání: „Plnil jsem pouze rozkazy.“
Podle psychologa je hlavní funkcí zástupného stavu předcházení sociálním konfliktům a udržení autority. Člověk je již od dětství naučen poslouchat autoritu (rodiče, učitelé). Neuposlechnout je složitější než upustit od svého názoru.

## Počátek Milgramových experimentů
V padesátých letech minulého století zaujaly psychologa Stanleye Milgrama experimenty s konformitou prováděné Solomonem Aschem. Aschova práce prokázala, že lidi lze snadno ovlivnit skupinovým tlakem, Milgram chtěl ale zjistit, kam až jsou lidé schopni zajít. Proces Adolfa Eichmanna, který plánoval a řídil masovou deportaci Židů během druhé světové války, pomohl vyvolat Milgramův zájem o téma poslušnosti. V průběhu celého procesu Eichmann říkal, že jednoduše plnil rozkazy a že necítil žádnou vinu za svou roli při masových vraždách, protože dělal jen to, co požadovali jeho nadřízení a že on sám nehrál žádnou roli při rozhodování o vyhlazení zajatců. Milgram se vydal prozkoumat otázku „liší se Němci?“ ale brzy zjistil, že většina lidí je překvapivě poslušná autoritě. Po hrůzách holokaustu někteří lidé, například Eichmann, vysvětlili svou účast na zvěrstvech tím, že naznačili, že dělali jen to, co jim bylo přikázáno.

## Milgramův experiment
Své domněnky ohledně vlivu autority doložil pomocí Milgramova experimentu, kde jeden dobrovolník byl označen za žáka a druhý za učitele. Učitel trestal žáka, umístěného v jiné místnosti za špatné odpovědi stále se zvyšujícími elektrickými šoky. Učitel ale vůbec netušil, že „trestaný“ žák pouze reaguje na imaginární šoky a o všem dopředu dobře věděl. Autoritou zde byl experimentátor, který pobízel učitele k pokračování větami: Musíte pokračovat., Nemáte jinou volbu. Trestaný žák postupem času ječel bolestí, až nakonec utichl. I tak někteří učitelé pokračovali, dokonce 65% z nich bylo ochotno provést maximální úroveň šoků na příkaz experimentátora, čímž experiment kompletně dokončilo. U učitelů, kteří neuposlechli, během odmítnutí narostla tenze, která hned potom klesla, a uklidnili se.

## Stanfordský vězeňský experiment
Milgramovy kontroverzní experimenty vyvolaly velký zájem o psychologii poslušnosti. Na začátku 70. let provedl sociální psycholog Philip G. Zimbardo průzkum studia vězňů a vězeňského života. Zřídil falešnou věznici v suterénu katedry psychologie Stanfordovy univerzity a svým účastníkům přidělil role vězňů nebo dozorců (oba po devíti osobách) plus 6 náhradníků. Sám Zimbrado působil jako ředitel vězení. Studie měla původně trvat dva týdny, skončila ale už po šesti dnech. Stalo se tak z důvodu toho, že se účastníci do své role vžili více, než se čekalo. Dozorci získali poslušnost vězňů, v některých případech dokonce vězně podrobili psychickému týrání, obtěžování a fyzickému mučení.
Nicméně Zimbardo byl za tento pokus velmi kritizován, a to třeba z toho důvodu, že účastníci věděli o tom, že je to celé jen experiment, který jednou skončí, a navíc na konci dostanou zaplaceno. Lze to jen těžce srovnávat s realitou.